# 유럽 고속도로 010호선

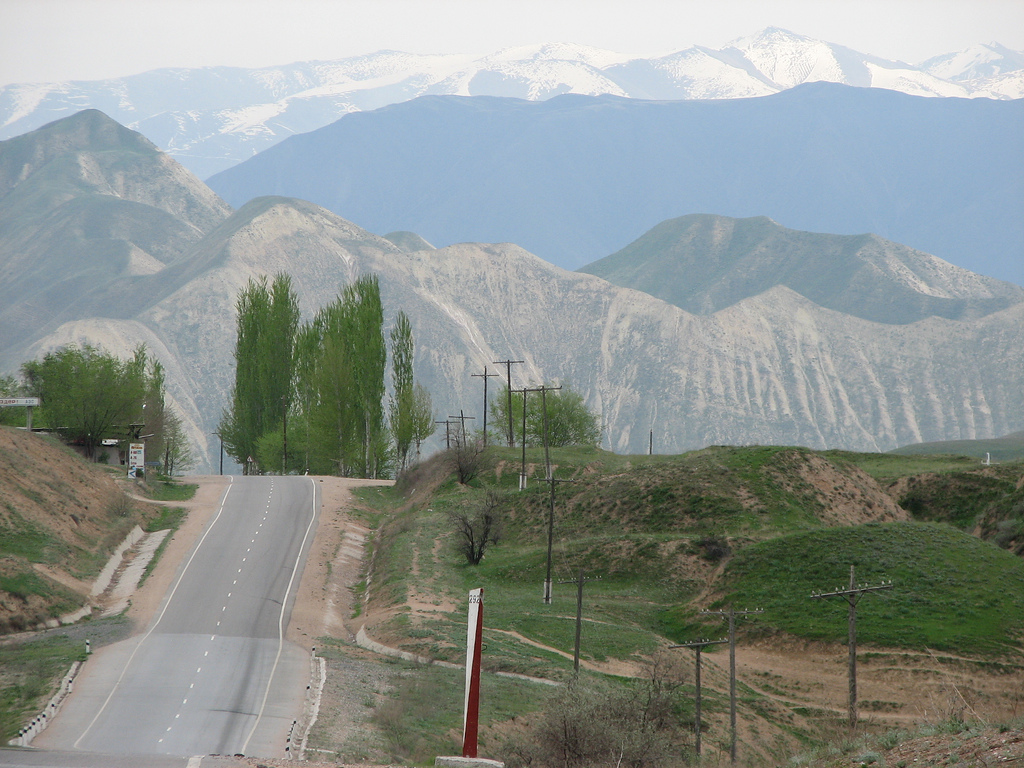
오시-비슈케크 간 도로

유럽 고속도로 010호선(European route E010)은 키르기스스탄의 오시에서 비슈케크까지 이르는 B-클래스급 고속도로로, 총 연장은 약 685 km이다. 그러나 해당 도로는 키르기스스탄의 수도와 제2의 도시를 이어주는 도로망이기도 하다.

## 경로
- 키르기스스탄
  - 오시
  - 비슈케크